# Archena
Archena település Spanyolországban, Murciában. Archena Molina de Segura, Lorquí, Ceutí, Villanueva del Río Segura és Ulea községekkel határos. Lakosainak száma 20 976 fő (2024).

## Népesség
A település népessége az elmúlt években az alábbi módon változott:
| Lakosok száma | 15 018 | 15 856 | 17 634 | 18 202 | 18 496 | 18 570 | 18 771 | 19 301 | 19 622 | 20 976 |
|               | 2001   | 2004   | 2007   | 2009   | 2012   | 2014   | 2017   | 2019   | 2022   | 2024   |